# Monomorium bodenheimeri
Monomorium bodenheimeri är en myrart som beskrevs av Menozzi 1929. Monomorium bodenheimeri ingår i släktet Monomorium och familjen myror. Inga underarter finns listade i Catalogue of Life.